# Jastrebac (gmina Vladičin Han)
Jastrebac (cyr. Јастребац) – wieś w Serbii, w okręgu pczyńskim, w gminie Vladičin Han. W 2011 roku liczyła 119 mieszkańców.